# Steeg (Tyrol)
Steeg – gmina położona na zachodzie Austrii, w kraju związkowym Tyrol, w powiecie Reutte.

## Położenie
Steeg leży w dolinie pomiędzy Alpami Lechtalskimi na południu i Alpami Algawskimi na północy, w dolinie rzeki Lech. Przez miejscowość przebiega droga krajowa B198, która w Steeg odgałęzia się do Kaisers. Na zachód i na wschód od Steeg rozpościerają się tereny Parku Natury Tiroler Lech.
Miejscowość była znana od przynajmniej XV wieku i rozwinęła się wokół mostu przez rzekę, na co wskazuje nazwa. W 1891 erygowano parafię Steeg.
W skład gminy wchodzi m.in. miejscowość Hägerau. Steeg stanowi punkt wypadowy do wodnej (rafting) i pieszej turystyki górskiej.